# Two Old Sparks
Two Old Sparks est un film américain en noir et blanc sorti en 1900. Il a été produit par Siegmund Lubin.

## Synopsis
Les aventures comiques de deux dandys âgés.